# Partido Dignidad (Australia del Sur)
El Partido Dignidad (Dignity Party) anteriormente conocido como Dignity for Disability (Dignidad por Invalidez) o Dignity 4 Disability o D4D (conocido como Dignity for Disabled hasta 2010) es un partido político en el estado australiano de Australia del Sur. El partido tenía un miembro parlamentario, Kelly Vincent, elegido en las elecciones estatales de 2010 al undécimo y último escaño por un período de ocho años en el Consejo Legislativo de 22 miembros en el Parlamento de Australia del Sur. No fue reelegida en las elecciones estatales de 2018. En 2016, el nombre del partido político se cambió a Dignity Party para representar mejor la igualdad en todas las formas, incluida la raza, el género, la edad y la orientación sexual.
El partido fue dado de baja en noviembre de 2019, después de no poder probar que todavía tenía 200 miembros.

## Elecciones de 2006
El partido se presentó por primera vez en las elecciones de 2006 bajo su nombre anterior, Dignidad por Invalidez, sin candidatos exitosos. Los candidatos se presentaron en los escaños de la cámara baja de Unley, Mitchell, Mawson, Norwood, Hartley, Newland, Morialta, Bright, Adelaide y Wright, y presentaron a cuatro candidatos en la cámara alta. Su resultado más alto en la cámara baja fue en Wright y Bright, con un 2,4 por ciento (506 y 492 votos respectivamente). Su voto en la cámara alta fue del 0.6 por ciento (5615 votos). 

## Elecciones de 2010

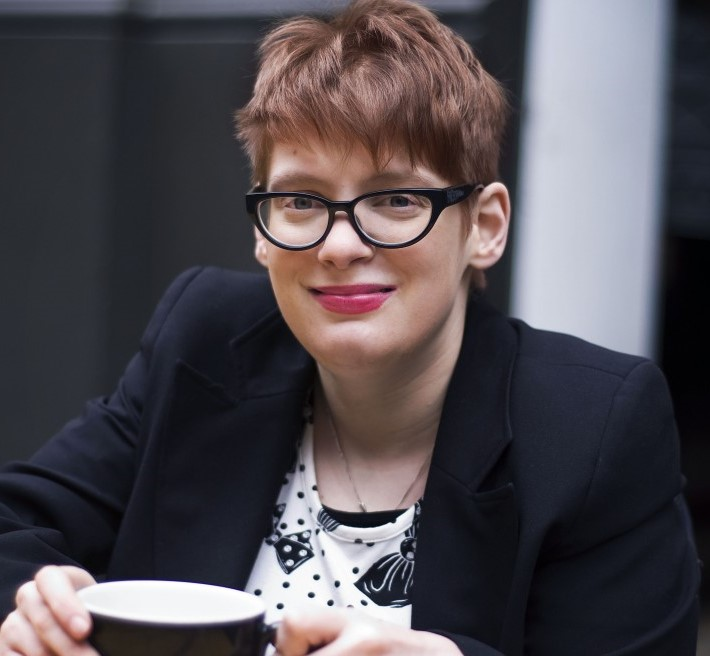
Kelly Vincent MLC.

En las elecciones de 2010, el nuevo nombre de Dignity for Disability se postuló para los escaños de la cámara baja de Adelaide, Norwood y Wright con resultados similares. Cuatro candidatos nuevamente se presentaron para la cámara alta. El voto de la cámara alta se duplicó del 0.6 por ciento al 1.2 por ciento, y después de recibir preferencias, la candidata Kelly Vincent fue elegida al undécimo y último escaño de la cámara alta por un período de ocho años. Vincent figuraba en segundo lugar en el boleto de la cámara alta del partido, pero recibió las preferencias del primer candidato Paul Collier, quien murió de una hemorragia cerebral once días antes de las elecciones. Vincent declaró que "probablemente se pondría del lado de los Verdes en ciertos asuntos".

## Elecciones de 2014
Los candidatos se presentaron en las elecciones de 2014 en los escaños de la cámara baja de Adelaide, Dunstan, Elder, Heysen, Little Para, Unley y Waite, y presentaron a tres candidatos de la cámara alta. Su mayor resultado en la cámara baja fue en Heysen con un 5.2 por ciento, donde los Verdes superaron a las preferencias de Labor on Dignity for Disability. Su voto en la cámara alta fue de 0.9 por ciento. 
Los candidatos en Adelaide y Waite, Anna Tree y Cathi Tucker, fueron candidatos demócratas australianos. Tree corrió en Colton en 2006 y 1997, Tucker (entonces Tucker-Lee) corrió en Kavel en 2002 y 1997, Light en 1993, Norwood en 1989, Hartley en 1985 y federalmente en mayo en 1996. Tucker-Lee recibió un voto primario de 23.2 por ciento y un voto de 43.7 por ciento de dos candidatos en Kavel en 1997.

## Elecciones de 2018
En julio de 2017, Kelly Vincent lanzó su candidatura para la reelección junto con un equipo de candidatos a la cámara alta anunciado por el Partido Dignidad. En octubre de 2017, Dignity Party anunció uno de sus equipos de candidatos a la cámara baja más grandes en preparación para las elecciones del sur de Australia, celebradas el 17 de marzo de 2018. Ella no fue reelegida.
Los candidatos del Consejo Legislativo del Partido Dignidad (cámara alta) para las elecciones estatales de 2018 fueron Kelly Vincent, Diana Bleby, Ryan Mann y Esther Simbi. Los candidatos a la Cámara de la Asamblea del Partido Dignity (cámara baja) para las elecciones estatales de 2018 fueron Betty-Jean Price (candidata a Adelaide), Anastasia Svetlichny (candidata a Black), Richard Challis (candidato a Chaffey), Madeline McCaul (candidata a Cheltenham), Ted Evans (candidato a Colton), Lucy McGinley (candidato a Croydon), Ben Wilson (candidato a Dunstan), Nick Schumi (candidato a Elder), Emma Cresdee (candidato a Enfield), Cat Connor (candidato a Frome), Garry Connor (candidato a Gibson), Cyanne Westerman (candidato a Giles), Rick Neagle (candidato a Hartley), Cristina Rodert (candidato a Kavel), Monica Kwan (candidato a Morphett), Bryan Tingey (candidato a Port Adelaide), John Duthie (candidato a Torrens), Cathi Tucker (candidato a Waite) y Phillip Beddall (candidato a West Torrens). 